# Konflikten om Østgrønland
Konflikten om Østgrønland var en konflikt mellem Danmark og Norge om nogle ubeboede landområder i Østgrønland. Konflikten tilspidsedes i årene 1931-1933. Områderne var i stigende omfang fra slutningen af 1800-tallet blevet benyttet af norske fangstfolk om sommeren. Indtil 1853 skulle der søges om indrejsetilladelse hos den danske stat til de beboede dele af Grønland. Dette kunne være svært at opnå, hvis ikke man havde et passende ærinde, og jagt blev normalt ikke betragtet som et passende ærinde. En aftale mellem Danmark og Norge fra 1924 gav nordmænd ret til i ubeboede områder, at drive jagt, opsætte hytter, og drive vejr- og radiostationer. Derimod var landene enige om, at spørgsmålet om overhøjhed over Østgrønland forblev uafklaret mellem parterne.
I 1931 okkuperede norske fangstmænd i Kong Haakons navn området beliggende mellem 71° 30' og 75° 40' N ved den norske radiostation Myggbukta på det nordøstlige Grønland og kaldte det Eirik Raudes Land. Det norske Stortinget fulgte op med en enstemmig beslutning om at annektere området. Danmark valgte straks at indbringe spørgsmålet for Den Faste Domstol for Mellemfolkelig Retspleje. Som led i Den danske Treårsekspedition til Østgrønland 1931-34 overfløj Lauge Koch i 1932 området og kaldte det Kong Christian X's land. Det er i dag en del af Grønlands Nationalpark
I 1932 annekterede nordmændene et yderligere område, som lå i Kong Frederik 6. Kyst mellem 60° 30' N og 63° 40' N i Sydøstgrønland, som de kaldte Fridtjof Nansen Land. Denne annektering blev også forelagt for den Faste Domstol. Samtidig forsøgte Norge at få den Faste Domstol til at træffe afgørelse om en såkaldt midlertidig sikkerhedsforanstaltning til fordel for nordmændene i de okkuperede områder, hvilket dog blev afvist af domstolen.
I 1933 traf domstolen afgørelse til fordel for Danmark og fastslog, at de norske okkupationer var ulovlige og ugyldige. Norge anerkendte som følge af dommen dansk suverænitet over hele Grønland. Norge fik lov til at fortsætte sin udnyttelse af områderne i medfør af aftalen fra 1924 og fortsatte frem til 1959, hvor radiostationen Myggbukta blev lukket.

## Baggrund
Grønlands ældste nordbobebyggelse var sket ved Erik den Røde, der kom fra Island, hvor han i 982 var blevet dømt fredløs (og dermed statsløs og retsløs) formentlig for 3 år, anklaget for mord. Efter sin fredløse periode vendte han tilbage til Island og ledede i 986 en islandsk udvandring til Grønland med 25 skibe, hvoraf kun 14 nåede frem.
I 1261 havde tre repræsentanter for de grønlandskoloniserende nordboere ifølge Kong Hakon Hakonssons saga lovet Kong Håkon 4. at yde skat og "bøde til kongen for alle manddrab, hvad enten det drejede sig om norske eller grønlandske (norrøne), og hvad enten de blev dræbt i bygden eller Norðrsetur (dvs. i det nordvestlige Grønland), og helt lige til stjernen (Nordstjernen) skulle kongen modtage frimandsgæld (mandebod)".
Finn Gad har påpeget, at der ikke kendes et eneste dokument fra selve Grønland om disse forpligtelser. Han har endvidere gjort gældende, at senere norske kongers hævd på skatter og afgifter, måske var grundløs.
Grønlands indbyggere, inuitterne, gav aldrig et tilsvarende tilsagn. Senere i Middelalderen uddøde både nordboerne og den norske kongeslægt. Hverken den part, der havde afgivet tilsagnet, eller den part, der havde modtaget det, overlevede således og kunne håndhæve det. Det hører med, at skiftende konger på deres side ikke var i stand til at opfylde de løfter, der havde været en forudsætning for det afgivne tilsagn fra nordboernes side, nemlig at sikre besejlingen på og fragten til og fra Grønland, som nordboerne var så afhængige af efter, at det kongelige skib – Grønlandsknarren – forliste i 1369, men kong Olav 4. Hakonsson (dansk konge under navnet Oluf 2.) udstedte den 31. august 1384 alligevel et brev, hvori kongelig ret til "sækkegæld" på varer fra Grønland blev hævdet. Overhøjhedsretten blev siden hævdet af den udpegede konge for Kalmarunionen Erik af Pommern, der ved dekret af 7. maj 1425 forsøgte at fastholde overhøjhedsrettens gyldighed.

### Dansk overhøjhed
På dette grundlag håndhævede først Kalmarunionens, siden de dansk-norske konger en overhøjhed over Grønland, det vil sige det dansk-norske rigsfællesskabets overhøjhed, som ikke blev bestridt af nogen anden magt. Nogle eksempler:
- 1636 anerkendte Ludvig 13. af Frankrig dansk overhøjhed,[9]
- 1679 anerkendte Sverige ved Freden i Lund dansk overhøjhed,[9]
- 1917 erklærede USA: "De Amerikanske Forenede Staters Regering vil ikke modsætte sig, at den danske Regering udvider sine politiske og økonomiske interesser til hele Grønland",[10]
- 1920 besvarede Storbritannien, Frankrig, Italien og Japan en dansk forespørgsel om suverænitet over hele Grønland imødekommende.[11]

Indtil Norge gjorde det i 1931, havde intet andet land betvivlet dansk overhøjhed over Grønland.

### Grønlands forhold ved freden i Kiel
Ved freden i Kiel 1814 opløstes Danmark-Norge, og Norge blev afstået til Sverige. Det blev understreget, at denne overdragelse ikke omfattede Grønland eller andre områder, der ellers ansås som norske "skattelande":
Dessa Biskopsdömen, Stift och Provinser, innefattande hela Konunga-Riket Norrige med alla dess Inbyggare, Städer, Hamnar, Fästningar, Byar och Öar utmed hela detta Rikes kuster, tillika med deras tillhörigheter (Grönland, Ferröarne och Island här under likwäl icke inbegripne); äfwensom de med alla förmoner, rättigheter och afkastningar skola hädanefter under full ägo och öfwerherreskap tillhöra Hans Maj:t Konungen af Swerige, och utgöra ett Konunga-Rike förenadt med Swerige."
I praksis havde disse områder da i omtrent 200 år ubestridt været styret af skiftende dansk-norske konger siddende i Danmark.

### Dansk indsats i Østgrønland
Gennem årene blev der gennemført dels flere forskningsekspeditioner under dansk ledelse og/eller overopsyn, dels gjort forskellige tiltag til støtte for Østgrønland:
- I 1829-1830 besejlede V.A. Graah sydøstkysten fra Kap Farvel op mod Ammassalik.
- I 1883-1885 skete "Konebådsekspeditionen" under ledelse af Gustav Holm til Østgrønland og Ammassalik.
- I 1891-1892 udforskede C.H. Ryder Scoresbysund og området omkring mundingen af denne.
- I 1898-1900 foretog G.C. Amdrup en rejse i robåd fra Scoresbysund til Ammassalik.
- I 1906-1908 foregik "Danmark-ekspeditionen" under ledelse af Mylius-Erichsen til Nordøstgrønland i 1906-1908.
- I 1909-1910 skete "Alabama-ekspeditionen" under ledelse af Ejnar Mikkelsen i 1909 til samme område.
- I 1912-1913 foregik den danske ekspedition under ledelse af I.P. Koch til Dronning Louises Land og tværs over Nordgrønlands indlandsis. Siden fulgte flere danske ekspeditioner.

I 1894 oprettedes en handelsstation i Ammassalik. Baggrunden var, at Gustav Holm i 1884 havde overvintret på denne boplads. Da var antallet af mennesker på stedet 413. De følgende år rejste mange mennesker sydpå, fordi de ville bo nærmere ved de danske kolonier på vestkysten for lettere at skaffe sig de europæiske varer, som de havde fået smag for, og i 1892 var der kun 293 mennesker tilbage. For at undgå en yderligere afvandring og samtidig imødekomme inuitternes forsyningsbehov, blev en handels- og missionsstation derfor oprettet midt i distriktet ved Tasiusak-bugten i 1894, og derefter voksede befolkningen atter og den 1. januar 1913 var antallet af bosatte steget til 593.
For at sikre handelen på Østgrønland fra dansk side oprettedes 1919 "A/S Østgrønlandsk Kompagni", der virkede frem til 1924, og fra 1929 Østgrønlandsk Fangstkompagni Nanok A/S, der virkede frem til 1952.
I 1924-1925 oprettede den danske Scoresbysund-komite en lille koloni ved Scoresbysund planlagt af Grønlands Styrelse og dannet overvejende af udflyttere fra Ammassalik. Kolonien blev hurtigt overtaget af den danske stat, som lod den udbygge med en handelsbestyrer, radiostation, præst, kirke og jordemoder.
Disse tiltag bidrog til at fastholde og hjælpe den østgrønlandske bosættelse.

### Konflikten udvikler sig
I 1905 opløste Norge Den svensk-norske union. I det selvstændige Norge anså mange Østgrønland for et "Terra nullius", som man fra norsk side i årevis havde besøgt for at udnytte naturressourcerne og man ville derfor ikke anerkende Danmarks overhøjhed over dette ubeboede landområde. Nordmændene var dog delte i spørgsmålet; blandt de, der ivrede for en norsk aktion, var Adolf Hoel og Gustav Smedal.
Fra 1908 foregik jævnligt norsk sælfangst ved den østgrønlandske kyst og i 1922 oprettedes telegrafstationen Myggbukta.
Norge arbejdede i 1919 på at få Svalbard ind under Norge. I samtaler med den danske ambassadør i Norge sommeren 1919 udtalte den norske udenrigsminister Nils Claus Ihlen sig om Grønlandssagen. I en samtale den 22. juli 1919 kom den såkaldte Ihlen-deklaration, som gik ud på, at Danmark skulle støtte Norges krav på Svalbard under fredskonferencen i Paris. Til gengæld skulle Norge ikke gøre krav på hverken hele eller dele af Grønland.
Den 10. maj 1921 erklærede Danmark efter de ovennævnte tilsagn fra andre lande, at hele Grønland skulle være under dansk herredømme, hvilket den norske regering først havde lovet at give tilsagn til, men siden fragik under påstand af krænkede norske rettigheder på grund af de norske sæl- og hvalfangere, som holdt til på Østgrønland.
Ejnar Mikkelsen har anført, at Norges begrundelse var uberettiget, da mere end 90 % af fangsterne af sæl skete på pakisen uden for den daværende territorialgrænse. Som følge af den norske modstand indgik Danmark og Norge i 1924 en aftale, Østgrønlandsoverenskomsten af 1924. Heri hed det blandt andet:
Man er ikke blevet enige om suverænitetsspørgsmålet, men Norge har sikret sig retten til at fortsætte med at drive fangst og Danmark har forbeholdt sig ret til at oprette en koloni ved Scoresbysund."
I henhold til aftalen blev det tilladt for norske (og danske og islandske) borgere at gå i land, overvintre og drive jagt, fangst og fiskeri – samt under særlige vilkår at bosætte sig. Ammassalik- og Scoresbysunddistriktet var udtrykkeligt undtaget fra tilladelsen. Begge de grønlandske landsråd protestede kraftigt mod disse indrømmelser, som de opfattede som overgreb på deres land.
Aftalen lignede umiddelbart en stor imødekommelse af de norske krav, men reelt fik Danmark nu yderligere udvidet sit overherredømme. I traktatens § 6 hed det:
Forsaavidt den paatænkte eskimoiske Bebyggelse ved Scoresbysund maatte blive iværksat, skal Bestemmelserne i denne Overenskomst ikke være til hinder for at det dertil fornødne Omraade bliver forbeholdt denne Bebyggelse, og at der bliver udfærdiget Særbestemmelser, som Hensynet til den indfødte grønlandske Befolkning kræver".
Med andre ord: Norge anerkendte Danmarks ret til at lade opføre en ny fast beboelse og derefter indføre særbestemmelser, der reelt indebar dansk overhøjhedsret over stedet, hvis udstrækning tilmed ikke var fastlagt. Den norske officer og polarforsker Gunnar Isachsen udtalte til Lauge Koch efter traktatens indgåelse:
"Da vi anerkendte Monopolet i Scoresby Sund, gav vi Nøglen til Østgrønland fra os".

### Konflikten bryder ud

#### Eirik Raudes Land
Grønlandsoverenskomsten lod spørgsmålet om overherredømme stå åbent. Da Danmark varslede en ny ekspedition til Østgrønland i 1930, tilspidsedes konflikten om området. Gustav Smedal udgav bøgerne Nasjonalt forfall: Tilbakeblikk og fremtidsmål i Grønlandssaken (Oslo 1935) og Før det blir for sent: Artikler og uttalelser om grønlandspørsmålet (Oslo 1940), hvori han gav udtryk for sine holdninger. Desuden skrev han i sin dagbog, at han frygtede, at den danske ekspedition ville tippe vægten i spørgsmålet om overherredømme til Danmarks fordel.
Den 27. juni 1931 besatte en norsk ekspedition på 5 mand ledet af den norske fanger Hallvard Devold området. Med henvisning til Erik den Røde (der var den første nordbo til at bosætte sig Grønland i 985) kaldte de området "Eirik Raudes Land". Det besatte område lå ret nær ved de grønlandske, beboede områder. Devold sendte et telegram til Norge for at oplyse om okkupationen:
«I nærvær av Eiliv Herdal, Tor Halle, Ingvald Strøm og Søren Richter er idag det norske flagg heist i Myggbukta. Og landet mellom Carlsbergfjord i syd og Besselfjord i nord okkupert i Hans Majestet Kong Haakons navn. Landet har vi kalt Eirik Raudes land».
I virkeligheden var okkupationen et privat initiativ, og Kolstad-regeringen i Norge tog først afstand fra den. Smedal skrev i sin dagbog, at hensigten med den private aktion var at få de norske myndigheder til at indse, at øget dansk interesse for områderne kunne svække Norges mulige rettigheder. Efter en intens lobbyvirksomhed valgte Stortinget og en enstemmig norsk regering at gå ind for en annektering af området den 10. juli 1931. Samme dag blev Helge Ingstad udnævnt til sysselmand over det nye territorium. Norges forsvarsminister, Vidkun Quisling, gav ordre til, at den norske marine skulle støtte okkupationen om nødvendigt.
Danmark indklagede straks Norge for Den Faste Domstol for Mellemfolkelig Retspleje i Haag.
Ingstad ankom til Eirik Raudes Land med ishavsskuden Polarbjørn i 1932, og overvintrede i Antarctichavn vinteren 1932-33 sammen med sin fem mand store stab. Med båd og hundespand besøgte de fangstmænd og "sørgede for lov og orden". Den norske aktivitet blev udvidet efter annekteringen, blandt andet med en større ekspedition, der blev sendt ud i 1932 med ishavsskuden "Polarbjørn". På ekspeditionen deltog også to fly, som havde til opgave at flyfotografere området til kortlægning.
Den norske nationalt sindede Idar Handagard forsøgte (i 1932) at bestride lovligheden af adskillelsen mellem Grønland og Norge med henvisning til Kongeloven af 1665, hvori det hedder:
"Danmark og Norge samt alle dertil hørende provinser og lande, øer ... skal uskiftet og udelt være og blive under en Danmarks og Norges enevolds arvekonge".

#### Fridtjof Nansen Land
Danmark havde tildelt Knud Rasmussen politimyndighed i forbindelse med hans ekspedition til Sydøstgrønland i 1932. I Norge blev det anset som en trussel mod de norske fangstinteresser i området. Ishavsrådets arbejdsudvalg (med bl.a. Smedal og Hoel) kontaktede den 2. juli 1932 den norske regering og krævede, at området mellem Lindenow Fjord (Kangerlussuatsiaq) og Umiivik straks underlagdes norsk overhøjhedsret, for at imødegå ”dansk styre”. Den norske regering kontaktede deres egen delegation ved Den Faste Domstol i Haag, for at få vurderet, hvilken indflydelse det kunne få på den igangværende retssag. Delegationen svarede tilbage og beordrede en okkupation af området. Den 11. juli drøftede den norske regering sagen med den udvidede udenrigs- og konstitutionskomité, som overlod det til regeringen at vælge hvilken fremgangsmåde, der bedst tjente landets interesser. Dagen efter blev der udstedt en kongelig kundgørelse om, at Norge havde inddraget området mellem 63 grader 40 minutter og 60 grader 30 minutter nordlig bredde under norsk overhøjhed.
Både Danmark og Norge indbragte den 18. juli 1932 også denne okkupation for den Faste Domstol for Mellemfolkelig Retspleje, hvor henvendelserne blev sammenkædet.
Desuden anmodede Norge samme dag domstolen om at beslutte såkaldte midlertidige foranstaltninger, der skulle sikre at norske statsborgere ikke blev udsat for voldelige angreb fra danske myndigheder, når de opholdt sig på østkysten.
Danskerne oplyste, at det var sjældent at man mødte hinanden på kystområdet og at det aldrig havde givet anledning til konfrontationer. Domstolen besluttede derfor i en afgørelse af 3. august 1932, at man afviste det norske ønske, dog at man forbeholdt sig at kunne fastsætte foranstaltninger, hvis dette senere viste sig nødvendigt.

## Grønlændernes holdning
Begge de daværende grønlandske landsråd vedtog udtalelser til fordel for et fortsat tilhørsforhold til Danmark.
Det sydgrønlandske landsråd udtalte blandt andet:
"Sydgrønlands Landsråd, der repræsenterer over halvdelen af Grønlands befolkning, udtaler enstemmigt ud fra 200 års erfaringer sin ubetingede tillid til Danmarks ledelse af de grønlandske anliggender, idet Danmarks førelse altid har tilstræbt fremgang for den grønlandske nation i kultur og i levevilkår uden derved at tage hensyn til, om Danmark fik nogen fordel af landet.
Landsrådet kan derfor ikke tænke sig Grønland eller en del deraf under nogen anden stat."
På lignende måde udtalte det nordgrønlandske landsråd blandt andet:
"Det grønlandske folk har i over tusind år, ved hjælp af sin ejendommelige, på samme tid oprindelige og højt specialiserede erhvervskultur, været i stand til at finde livsmuligheder på Grønlands fattige og golde kyster. Grønlænderne har været beskyttet af den danske stat og har under Danmarks førelse og under økonomiske ofre fra Danmark gjort fremskridt på åndelige, hygiejniske og materielle områder, så vi er et levedygtigt folk med en større årlig tilvækstprocent end mange europæiske staters, til trods for den store risiko, vort erhverv medfører. Vi kan ikke forlade dette land og søge vort erhverv andre steder, derfor må vi tænke på de reserver, vort land har, som kan tjene til nytte for den kommende generation.
I Danmark har ansvarlige statsmænd udtalt, at den danske statskasse giver afkald på at have et økonomisk overskud fra Grønland, og dette synspunkt er dér lovfæstet. Derfor kan det ikke undre, at det er det grønlandske folks urokkelige ønske, at dets fremtidige udvikling må fortsættes under Danmarks styrelse, og endvidere, at Danmark måtte blive tilkendt en ubeskåret højhedsret over hele Grønland, så at grønlænderne derved kunne skånes for andre nationers ukontrollerede indgreb i deres erhvervsmuligheder."
Disse udtalelser havde særlig betydning derved, at det var første gang, at Grønlands egne repræsentanter og talsmænd over for det internationale samfund havde tilkendegivet deres standpunkt.

## Grønlandssagen
Den danske regerings indstævning af Norge for den Den Faste Domstol for Mellemfolkelig Retspleje i Haag skete den 12. juli 1931, to dage efter Kolstadregeringens stadfæstelse af okkupationen. Danmark hævdede, at dansk suverænitet var overtrådt i området.
Under sagen hævdede Norge, at området var Terra nullius, dvs. at det ikke tilhørte nogen, mens Danmark hævdede at have udfoldet sin statslige myndighed over hele Grønland.
Den 5. april 1933 afgjorde den Faste Domstol i Haag med 12 stemmer mod 2:
1. at Norges inddragelse af dele af Østgrønland var ulovlig og ugyldig;
2. at påstanden om, at Østgrønland var terra nullius, måtte forkastes, og
3. at hver part skulle bære sine sagsomkostninger.

Af de to dommere, der ikke støttede Danmark, var den ene Norges repræsentant, den anden – en italiensk dommer – var uenig i de givne begrundelser for dommen.
I Antarctichavn modtog Ingstad et telegram om domsafgørelsen, hvori det hed, at
"Norge for Haag-domstolen (har) tabt Grønlandssagen i alle punkter."
Dommen var uventet for Ingstad og hans folk, og Helge Ingstad skildrede siden stemningen blandt deltagerne:
"Vi, en efter en, rejser os stille og søger ud af hytten. Omkring os ligger landet gnistrende hvidt under vårsolen. Der skimter vi indløbet til Drømbugten på den anden side af fjordisen, hvor skrugardene hildres til vejrs. Der er Nansenryggen, der er Steinrøisdalen og haugen, hvor den første moskusokse blev skudt. Bagom stiger landet forjættende frem med fjeld bag fjeld, alt dette vi har levet os ind med og regnet som vort."
Med dommen blev det dermed fastslået, at hele Grønland fremover skulle være under dansk suverænitet.

## Efterspil
Norge har ikke siden bestridt den danske overhøjhed. Under 2. verdenskrig var der kredse omkring Vidkun Quisling, der ønskede den nazi-tyske besættelsesmagts hjælp til at erobre grønlandsk område, men tyskerne afviste dette.